# Victory Road (2004)
Victory Road (2004) foi um evento pay-per-view (PPV) de luta profissional produzido pela Total Nonstop Action Wrestling (TNA), que aconteceu em 7 de novembro de 2004, no TNA Impact! Zone em Orlando, Flórida. Foi o primeiro evento da cronologia do Victory Road, que se tornou um evento anual em 2006. Nove lutas foram apresentadas no card do evento.
O evento principal foi uma luta de escadas pelo Campeonato Mundial dos Pesos Pesados da NWA, na qual o campeão, Jeff Jarrett, derrotou o desafiante, Jeff Hardy, subindo na escada e recuperando o título. America's Most Wanted (Chris Harris e James Storm) derrotaram Triple X (Christopher Daniels e Elix Skipper) em outra partida disputada sob as regras de Elimination Last Team Standing. A eliminatória do evento contou com diferentes variedades de partidas. Uma luta na eliminatória foi disputada pelo Campeonato X Division da TNA, na qual Petey Williams defendeu com sucesso contra A.J. Styles. Também uma partida que foi realizada sem regras de desqualificação chamada Monster's Ball foi vencida por Monty Brown ao derrotar Raven e Abyss.
O evento é lembrado como sendo o primeiro PPV mensal de três horas da TNA. Antes do Victory Road, a TNA hospedava apenas eventos semanais de PPV de duas horas. A seção de wrestling profissional do site Canadian Online Explorer classificou todo o evento em 5 de 10, inferior à classificação do evento de 2006 de 5,5.
Em outubro de 2017, com o lançamento da Global Wrestling Network, o evento ficou disponível para transmissão sob demanda.

## Produção
O evento contou com nove lutas profissionais que envolveram diferentes lutadores de rixas, tramas e histórias preexistentes. Os lutadores foram retratados como vilões ou heróis nos eventos roteirizados que criaram tensão e culminaram em uma luta livre ou uma série de lutas.
O evento principal em Victory Road foi uma luta de escadas pelo Campeonato Mundial dos Pesos Pesados da NWA entre o campeão, Jeff Jarrett, e o desafiante, Jeff Hardy. Em uma partida de escada, dois ou mais participantes lutam para subir uma escada para recuperar um contrato, cinturão de campeonato ou algum outro tipo de objeto para vencer. Jarrett foi escalado para defender o campeonato contra Hardy no episódio de 15 de outubro do principal programa de televisão da TNA, TNA Impact!, depois que Hardy venceu um torneio para se tornar o desafiante número um. Jarrett derrotou Hardy para reter o campeonato uma vez antes, em 6 de setembro no PPV semanal final da TNA, que estabeleceu a rivalidade entre os dois. No episódio de 22 de outubro do Impact!, Hardy desafiou Jarrett a disputar sua luta de acordo com as regras da luta de escadas, que Jarrett aceitou.
A partida mais promovida, perdendo apenas para o evento principal em importância, agendada para Victory Road foi entre os pares de duplas de America's Most Wanted (Chris Harris e James Storm) (AMW) e Triple X (Christopher Daniels e Elix Skipper) (XXX), com eles competindo em uma luta de eliminação Last Team Standing. Nesta partida, as equipes lutaram entre si até que os dois membros de uma equipe não conseguissem se levantar antes que o árbitro contasse até dez. A preparação para esta partida começou no PPV semanal anterior, quando Storm não foi liberado para lutar, então XXX tomou o lugar de AMW no desafio pelo Campeonato Mundial de Duplas da NWA. Daniels foi ferido no início da noite após um ataque roteirizado por The Naturals (Andy Douglas e Chase Stevens). Harris foi incluído na trama para substituir Daniels em desafiar e derrotar The Naturals pelo campeonato de duplas no PPV. No episódio de 24 de setembro do Impact!, Daniels e Storm foram forçados a se unir e desafiar Skipper e Harris pelo campeonato, que eles venceram com sucesso. Storm e Daniels mais tarde perderam o campeonato para o Team Canada (Bobby Roode e Eric Young) no episódio de 15 de outubro do Impact!. Harris e Storm então se juntaram novamente para continuar como AMW, enquanto Daniels e Skipper fizeram o mesmo que XXX. Depois de algumas brigas entre as duas equipes no Impact!, AMW desafiou XXX para uma luta Last Team Standing no Victory Road no episódio de 29 de outubro do Impact!.

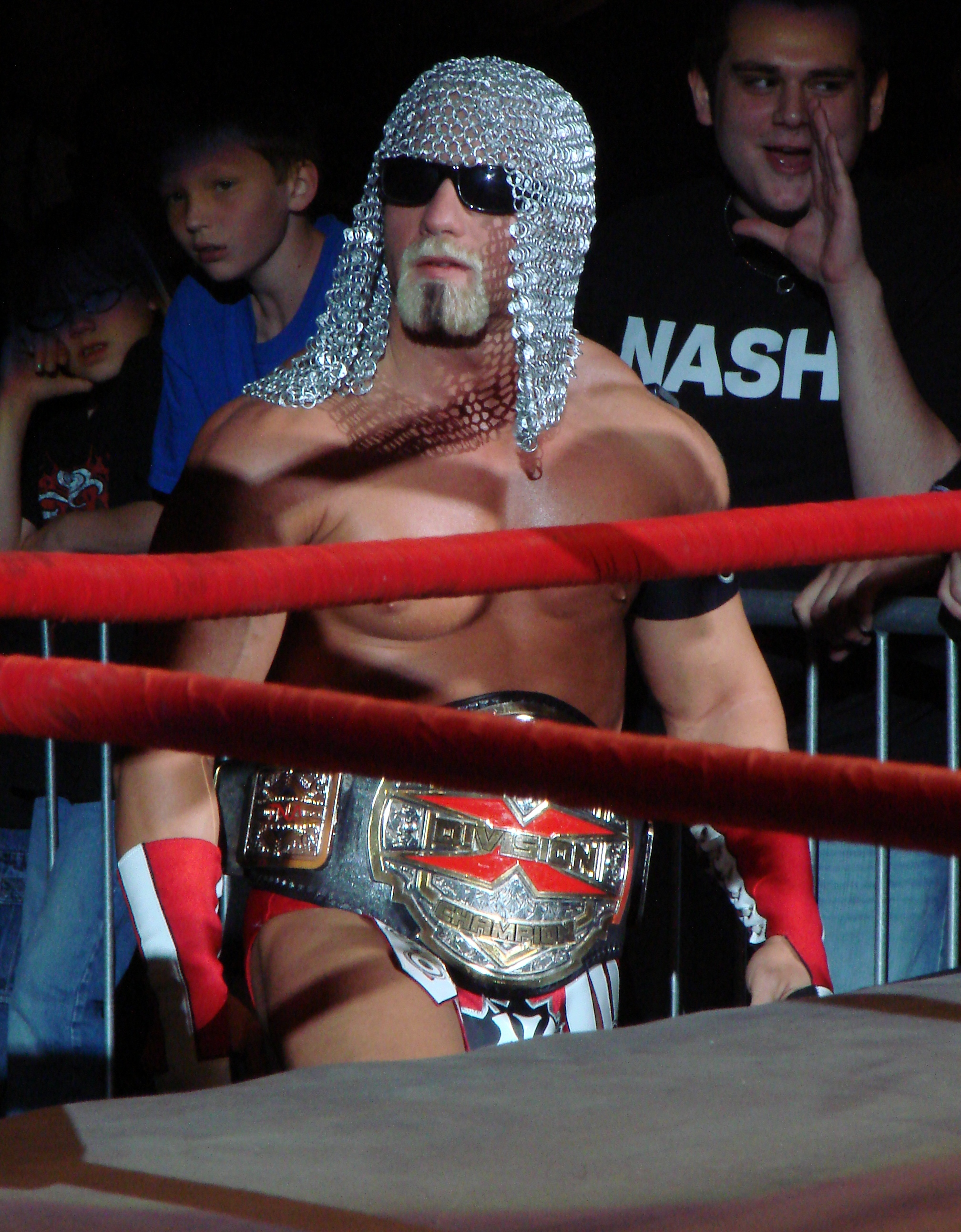
Petey Williams as TNA X Division Champion

Na X Division da TNA, o Campeão da Divisão X da TNA Petey Williams foi escalado para defender o campeonato contra A.J. Styles. A trama narrativa atribuída à sua rivalidade começou quando Williams agrediu Styles depois que ele derrotou Kid Kash em uma luta de mesas no PPV semanal anterior. Williams e a aliança à qual ele estava associado na época, Team Canada, atacaram Styles repetidamente após o evento no Impact! Styles se tornou o candidato número um ao Campeonato da Divisão X ao vencer uma luta envolvendo seis outros homens no episódio de 1º de outubro do Impact!, estabelecendo uma luta entre os dois no Victory Road pelo campeonato.
A TNA realizou a primeira luta Monster's Ball, apresentando Monty Brown, Abyss e Raven, no Victory Road. Não houve desqualificações e pinfalls e as finalizações foram contadas em qualquer lugar nesta partida. Brown, Abyss e Raven estavam todos envolvidos em um torneio para desafiar Jarrett pelo Campeonato Mundial dos Pesos Pesados da NWA em Victory Road, que criou uma rivalidade entre os três. No episódio de 29 de outubro do Impact!, Raven desafiou Brown e Abyss para uma luta Monsters Ball no Victory Road, que mais tarde foi agendada para o evento sem que Brown nem Abyss aceitassem o desafio.
O Diretor de Autoridade da TNA (DOA) foi votado em Victory Road. Os candidatos eram o atual DOA, Vince Russo e Dusty Rhodes. Depois de semanas discutindo entre os dois sobre como a TNA deveria ser administrada, Russo afirmou no episódio de 15 de outubro do Impact! que os fãs decidiriam no Victory Road, por votação online realizada no site oficial da TNA.